# فرانسيسكو دي فرانسيسكو
فرانسيسكو دي فرانسيسكو (بالإيطالية: Francesco De Francesco)‏ (21 سبتمبر 1977 في إيطاليا - ) هو لاعب كرة قدم إيطالي في مركز الهجوم. شارك مع منتخب إيطاليا تحت 15 سنة لكرة القدم ومنتخب إيطاليا تحت 16 سنة لكرة القدم ومنتخب إيطاليا تحت 17 سنة لكرة القدم ومنتخب إيطاليا تحت 18 سنة لكرة القدم. أما مع النوادي، فقد لعب مع إيه سي ميلان ونادي تريفيزو ونادي جنوى ونادي ساليرنيتانا ونادي سبال ونادي كريمونيسي ونادي كومو ونادي ليتشي وكوسينزا كالشيو ونادي براتو وCosenza Calcio 1914 ‏ وRende Calcio 1968 ‏.

## وصلات خارجية
- فرانسيسكو دي فرانسيسكو على موقع قاعدة بيانات كرة القدم.إي يو (الإنجليزية)
- فرانسيسكو دي فرانسيسكو على موقع عالم كرة القدم.نت (الإنجليزية)